# Adobe Director
Adobe Director（アドビ ディレクター）は、かつてアドビシステムズ（旧マクロメディア、現アドビ）が製造・販売していた、ソフトウェアである。主に、簡単な3Dのアニメーションや音声を作成するのが目的のソフトであった。
過去に開発・販売をしていたマクロメディアをアドビシステムズが買収し、製造・販売を担当していた。旧マクロメディアが開発・販売していた時のソフト名は、Macromedia Directorであった。
2017年1月27日、販売とサポートの終了が発表された。
ノーコード開発プラットフォームと呼ばれるコーディング無しでアプリケーションの開発が出来るツールと同等のものである。

## 概要
Director は、もともと Classic Mac OS 専用のアプリケーション (Video Works) として開発が開始された。1987年に、現在のDirectorという名前になった。
1990年代、Directorは3Dゲームの作成によく使用され、インターネット上で公開されている3Dゲームの多くがDirectorによって作成された。CD-ROMやDVDのコンテンツ作成でも広く用いられていた。
Directorは、パブリッシュと呼ばれる書き出しによって Web用(後述の Adobe Shockwave形式)、Windows用、Mac OS用の実行形式を生成する。Director 12では、パブリッシュによりiOSアプリを生成できるようになっていた。
オープンなWeb形式での出力は出来ないが、ブラウザの埋め込みプラグインとして動作するAdobe Shockwave形式で出力し、動作させる事ができた。このShockwaveは、アドビシステムズの公式ウェブサイトなどから無料で配布されていた。

## 利用用途
- 企業プレゼンテーション - プレゼンテーションソフトウェアとしての利用
- CD-ROMタイトル - CD-ROMやDVDのコンテンツ作成
- ゲーム制作 - アドベンチャーゲーム、ビジュアルノベルの作成。
- デジタルキオスク - キオスク端末(マルチメディアステーション)で動作するソフトウェア作成ツールとしての利用
- デジタル出版 - ウェブサイトなどの作成
- インタラクティブ広告 - メニュー等による顧客の志向を取り入れた広告での利用
- ソフトウェアデモンストレーション - ネイティブアプリケーションでソフトウェアを作る前のプロトタイプ作成、ある程度動作する見た目が同じソフトウェアの作成。

## コンテンツの作成方法
基本は左から右に時系列に流れるタイムライン上に画像や音声を配置し、アニメーションを作成する。マウスのクリック、カーソルが特定のキャストに重なった、特定のフレームが再生された等のイベントを検知することで任意のタイムラインにジャンプする機能を使い、メニューやゲームなどの機能を実現していた。この機能はGUIで埋め込むことが可能であるが、内部的には以下で説明するLINGOスクリプトが自動的に挿入されている（コーディングを意識せずに埋め込まれるExcelなどのVBAに似ている）。
また、LINGO（リンゴ）というスクリプト言語を使い、より複雑な制御を行ったり、タイムラインによらないアニメーションなどを実現していた。公式マニュアルでは前述のタイムラインやイベント検知によるコンテンツ作成は分かりやすい日本のおとぎ話を例に丁寧に説明されていたが、LINGOスクリプトによる作成方法の説明やリファレンスマニュアルはマニュアルでは説明されずに『Lingo Lore』と呼ばれる宮廷道化師が案内するマルディグラやニューオーリンズ・マルディグラへの招待状を作るという英語版サンプルプロジェクトを見ながら習得するというものであった。英語での説明、Directorリリース時には普及が十分ではなかったオブジェクト指向の記述や親しみの無いマルディグラや宮廷道化師など目的が分かりにくいものであったため、よりLINGOスクリプトの習得が困難であった。

## XTRA
XTRA(エクストラ)と呼ばれるDLLによるネイティブバイナリープログラムを呼び出す仕組みがあったが、OSのビット数や種類で互換性が無く、実行中の切り替えが不可であったため非常に使いにくい物であった。また、開発仕様の公開も限定的であった。準備されたXTRAとしてローカルファイルへの入出力があったが、前述の通り動作プラットフォームに強く依存する物で合ったためマルチプラットフォーム対応にする為にはリンクするXTRA毎に完全にプラットフォームを分けて全体を作成する必要があった（仮にWindows 9x系、NT系、MacOSの３つのプラットフォームに対応させる場合は、完全に３つのコンテンツを別々に作成する必要があった。DLLによる拡張ではあったが、Director再生環境の起動開始時にダイナミックにリンクされるというだけで、実行環境に合わせ途中でのリンクは出来ない仕様であった。）。また、同じ機能のXTRAでもプラットフォームによっては準備されていないものもあった。前述のファイル入出力のXTRAも、Windows 95やMacOS用は準備されていたが、Windows NTに対応した物は無かった。

## バージョン履歴
- 1985年 MacroMindVideoWorks
- 1987年 MacroMind VideoWorks II
- 1988年 MacroMind Director 1.0
- 1988年 MacroMind Director 2.0
- 1989年 MacroMind Director 3.0
- 1993年 Macromedia Director（バージョン3.1.3）
- 1993年 Macromedia Director 4
- 1996年 Macromedia Director 5
- 1997年 Macromedia Director 6
- 1998年 Macromedia Director 7
- Macromedia Director 7 Shockwave Studio
- Macromedia Director 7 Lite
- 2000年 Macromedia Director 8
- Macromedia Director 8.5 Shockwave Internet Studio
- 2002年 Macromedia Director MX（バージョン9）
- 2004年 Macromedia Director MX 2004（バージョン10）

（2005年12月3日、Adobe Systems により Macromedia が買収される）
- 2008年 Adobe Director 11（米国では3月25日にリリースされた）
- 2009年 Adobe Director 11.5
- 2013年 Adobe Director 12.0